# Ludwigsgymnasium München

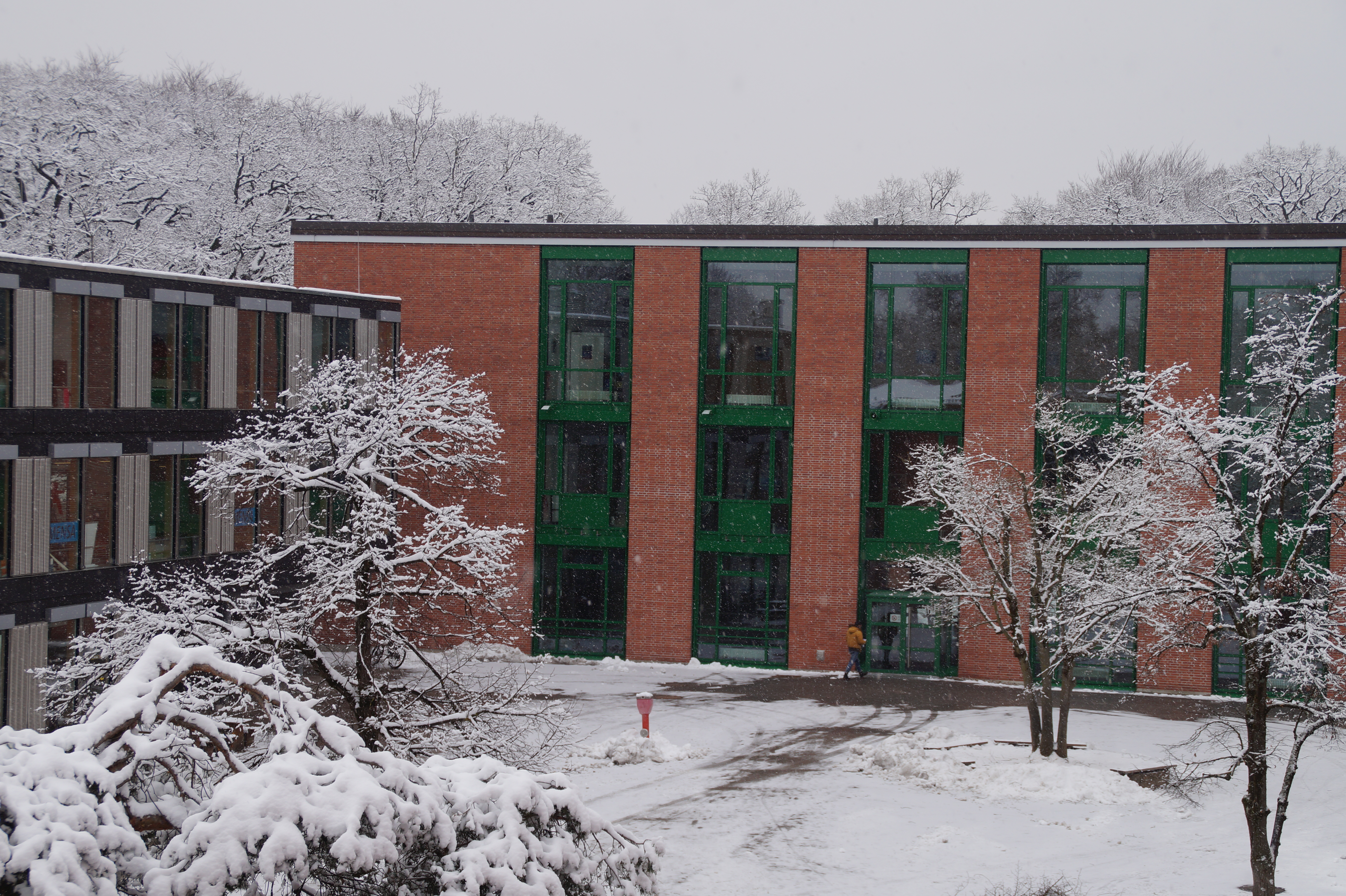
Westseite des Ludwigsgymnasiums im Winter 2018, links daneben die Mensa

Das Ludwigsgymnasium München (kurz: LG) ist ein Humanistisches und Sprachliches Gymnasium im Münchner Stadtbezirk Sendling-Westpark. Es zählt zu den ältesten Gymnasien in München.

## Geschichte

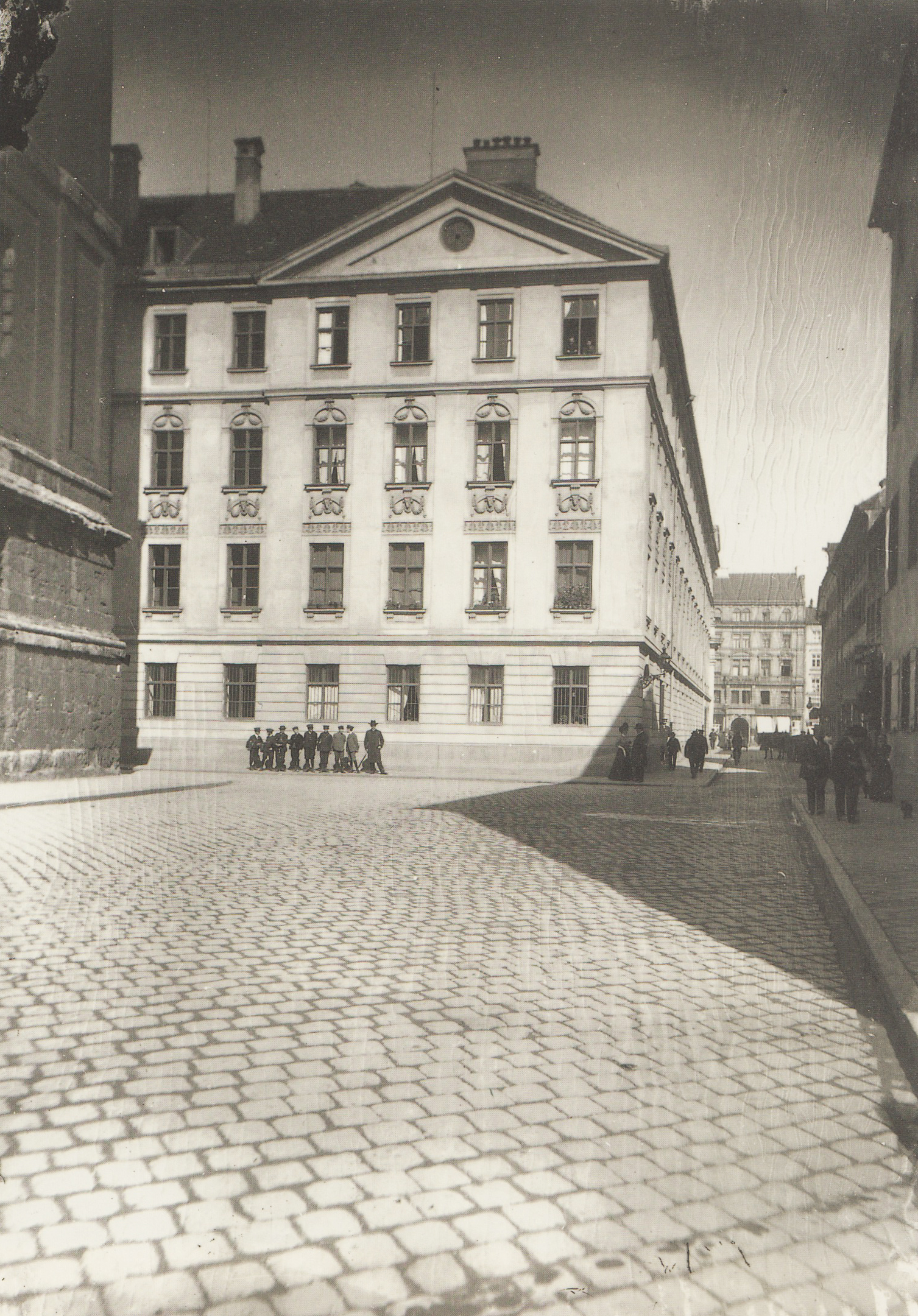
Ludwigsgymnasium und Hollandeum, gesehen von der Ettstraße (1908)

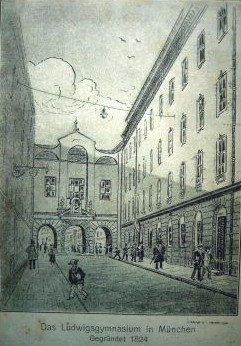
Ludwigsgymnasium 1824

Die Schule wurde als zweites Münchner Gymnasium 1824 gegründet. Zur Unterscheidung etablierte sich die Bezeichnung „Neues Gymnasium“, während das Wilhelmsgymnasium als „Altes Gymnasium“ bezeichnet wurde. Die beiden ursprünglichen Gebäude des Ludwigsgymnasiums befanden sich in der Münchner Innenstadt in der Nähe der Michaelskirche, im ehemaligen Karmelitenkloster in der Maxburgstraße. Nachdem 1849 das Maximiliansgymnasium als dritte Münchner Bildungsanstalt gegründet worden war, wurde das „Alte Gymnasium“ in Wilhelmsgymnasium und das „Neue Gymnasium“ nach Ludwig I. in Ludwigsgymnasium umbenannt. 1958 bezog das humanistische Ludwigsgymnasium gemeinsam mit der ehemaligen Ludwigs-Oberrealschule, dem heutigen Erasmus-Grasser-Gymnasium, die großzügig gestaltete, von den Architekten Fred Angerer sowie Helga und Adolf Schnierle entworfene Schulanlage an der Fürstenrieder Straße. Nach einem Anbau 1968 von den gleichen Architekten  wurde ein weiterer, 1973 entworfen und am 24. Februar 1978 eröffneter Erweiterungsbau hinzugefügt. Letzterer, der auch vom benachbarten Erasmus-Grasser-Gymnasium genutzt wird, enthält unter anderem eine Turmsternwarte, eine Bibliothek, Auditorium und Mensa sowie eine in zwei Kleinhallen unterteilbare Sporthalle.
Aufgrund der im Einzugsbereich der Schule zu beobachtenden Nachverdichtung und der Erschließung eines neuen Wohngebietes an der Westendstraße ist mit einem deutlichen Wachstum der Schülerzahlen sowohl am Ludwigs- als auch am Erasmus-Grasser-Gymnasium zu rechnen. Daher machen sich beide Schulen stark für ein Erweiterungsgebäude auf dem nebenan liegenden Gelände der ehemaligen Landesgehörlosenschule. Um das Vorhaben in der Öffentlichkeit bekannt zu machen und die Planungen zu beschleunigen, wurde der Förderverein Bildungscampus am Westpark gegründet.

### Schulleiter
Quellen:
1. Franz von Paula Hocheder (Rektor 1824–1842, 1842 o. Prof. für Philologie und Ästhetik an der Universität München, * 1783; † 1844)
Für das von Herzog Albrecht V. 1574 gegründete Seminar für arme Studenten (Domus Gregoriana, später in Hollandeum und schließlich Albertinum umbenannt) wurde zu Beginn des 19. Jahrhunderts nach und nach ein eigener Schulbetrieb ausgebaut, der 1817 zur Errichtung des Institutsgymnasiums führt. 1824 wird diese Schule auch für externe Schüler geöffnet und damit zum öffentlichen Gymnasium. Bedingt durch ständige Änderungen der Lehrpläne, hohe Fluktuation von Lehrern, Unterrichtsausfall und Seuchen (u. a. Cholera) gestaltet sich der Beginn des Neuen Gymnasiums zunächst holprig. Auch seinerzeit gab es schon von Seiten der Eltern, Schüler und Personen des öffentlichen Lebens erhebliche Widerstände gegen den humanistischen Fächerkanon, dessen Nützlichkeit „für das Fortkommen in der Welt“ bestritten wird. Hocheder schafft es jedoch mit Tatkraft und Idealismus, die Schule zu stabilisieren.
2. P. Benno Müller O.S.B. (Rektor 1842–1847, † 1860)
Auf ausdrücklichen Wunsch des Königs übernahmen 1842 zunächst die Benediktiner aus Metten und später aus St. Bonifaz die Leitung und die Lehre an der Schule.
3. P. Gregor Höfer O.S.B. (Rektor 1848–1875, † 1875)
Bis dato der am längsten amtierende Schulleiter. Er übernahm die Leitung im unruhigen Revolutionsjahr 1848, das Maximiliansgymnasium wurde ein Jahr später als drittes Münchner Gymnasium von Altem und Neuem Gymnasium abgespalten. Die Schule erhielt ihren heutigen Namen. 1870 erfolgte die Integration der Kgl. Lateinschule mit dem LG und das Maxgymnasium zog in ein eigenes Gebäude. Pater Höfer starb 1875 im Amt. Der Chronist vermerkt: „Die Trauer über diesen einmaligen Mann, der in Metten begraben liegt, war allgemein und aufrichtig.“
4. Emil Kurz (Rektor 1875–1891)
Das LG ging wieder in weltliche Hände über. 1885 zählte das LG 24 Klassen. Wie bereits die Schulleiter vor ihm kämpfte Kurz mit der Überfüllung. Erst 1887 brachte die Gründung des Luitpold-Gymnasiums Entlastung.
5. Johann Fesenmair (Rektor 1891–1898, Kgl. Hofrat, * 1826; † 1904)
6. Friedrich Ohlenschlager (Rektor 1898–1909, Kgl. OStR, † 1916)
Ohlenschlager, vom Typus her eher Wissenschaftler, kümmerte sich dennoch auch um bauliche Verbesserungen und sorgte u. a. mit größeren Fenstern dafür, dass „das in München stadtbekannt finstere Loch, dem soviele der alten Ludovicianer ihre schlechten Augen zuschreiben, verschwindet und München um eine ‚Sehenswürdigkeit‘ ärmer wird“.
7. Josef Degenhart (Rektor 1909–1919, Kgl. OStR, † 1933)
Degenhart führte das Gymnasium von der ausklingenden Prinzregentenzeit durch den Ersten Weltkrieg und die Revolution bis in die Weimarer Republik. Im Krieg musste das Gebäude wieder mit dem Maxgymnasium geteilt werden. Der Unterricht musste daher auch nachmittags stattfinden. 51 Lehrer und Schüler kostete der Krieg das Leben. Aus den Tagen der Münchner Räterepublik zeichnete Josef Hofmiller – damals Französischlehrer am LG – in seinem Revolutionstagebuch die Schüler des LG als bemerkenswert wenig radikalisierbar und überlieferte einen damals gängigen Scherz über die Münchner Gymnasien: „Wilhelmsgymnasium = Aristokratie, Ludwigsgymnasium = Demokratie, Maxgymnasium = Plutokratie, Luitpoldgymnasium = Ochlokratie.“
8. Josef Flierle (1919–1924, † 1929)
Die düstere Lage des Gymnasiums in der Innenstadt und seine schlechte Ausstattung im Vergleich zu neueren Schulen führten zu einem stetigen Rückgang der Schülerzahlen. Flierle konnte zwar an den äußeren Verhältnissen wenig ändern, setzte aber inhaltliche Reformen durch (durch Einflussnahme auf die Lehrplangestaltung, Einführung des Notenausgleichs bei einseitiger Begabung, weniger Einsatz von Schulstrafen als Erziehungsmittel). Eine in diesen Jahren einreißende Spaltung in der Schülerschaft aufgrund politischer Lagerbildung suchte er einigermaßen erfolgreich durch das Verbot des Tragens von Abzeichen zu unterbinden. Die Vorverlegung des Schuljahresbeginns 1921/22 von Herbst auf Ostern bekämpfte er vergeblich.
9. Georg Lurz (1924–1928, † 1946)
Ab 1924 (bis 1935) durften auf Weisung des Ministeriums keine protestantischen Schüler mehr am LG aufgenommen werden, was einen zusätzlichen Rückgang der Schülerzahlen zur Folge hatte. In den sechs unteren Klassen durften damit auch keine Parallelklassen mehr gebildet werden. Lurz galt als Freund und Förderer des Lichtbildwesens und führte in jedem Klassenzimmer die entsprechenden Projektions- und Verdunkelungsmöglichkeiten ein. Zur Finanzierung ließ er wertvolle lateinische und griechische Bücher aus der Bibliothek veräußern.
10. Andreas Wahler (1928–1930)
11. Peter Huber (1930–1936)
Die Weltwirtschaftskrise wirkte sich auch auf das LG aus. Die schlechte wirtschaftliche Lage sorgte dafür, dass sich bedürftige Schüler das Gymnasium nicht mehr leisten konnten. 1934 nahmen von 30 Abiturienten nur noch 14 ein Hochschulstudium auf. Der aufkommende Nationalsozialismus machte sich auch am LG bemerkbar. Der stellvertretende Direktor Georg Stang – hauptamtlich damals Präsident des Bayerischen Landtages – wurde 1933 in „Schutzhaft“ genommen und kam später ins KZ Dachau.
12. Franz Schalk (1937–1945)
1938 schafften die Nationalsozialisten das humanistische Gymnasium weitgehend ab, das LG wurde zur „Oberschule“. Die Texte der griechischen Schriftsteller galten für die herrschende NS-Ideologie als feindselig. Während des Krieges wurde ein regulärer Unterricht dann zunehmend schwieriger. 1942 wurde Schalk ans Kultusministerium abgeordnet, die faktische Leitung der Schule ging an Hermann Poschenrieder über. 1944 wurde die Schule bei Luftangriffen auf München mehrmals von Bomben getroffen und brannte schließlich völlig aus. Dabei wurden alle Unterlagen vernichtet. Über die Zeit während des NS-Regimes gibt es daher so gut wie keine Akten.
13. Franz Thalreiter (1945–1948, † 1957)
Wiederaufnahme des Schulbetriebes nach dem Krieg in chaotischen Verhältnissen. Der von anfangs nur drei Lehrern erteilte Unterricht fand im Gebäude des Theresiengymnasiums statt. Das LG wurde 1945 wieder zum humanistischen Gymnasium. 1946 legten gerade einmal drei Schüler das Abitur ab. 1947 musste das heimatlose LG wieder umziehen, diesmal als Untermieter ins Wittelsbacher-Gymnasium.
14. Heinrich Heck (1948–1951, † 1971)
Wegen der katastrophalen räumlichen Situation beabsichtigte das Kultusministerium, das LG zusammen mit dem Albertinum nach Tegernsee zu verlegen. Heck und der Elternbeirat leisteten erfolgreichen Widerstand gegen den Plan.
15. Siegfried Häfner (1951–1955)
Erneuter Umzug. Das LG hospitierte nun in der Rupprechtoberrealschule. Im Kultusministerium wurden Pläne geschmiedet, das LG aufzulösen und die Schüler auf andere Gymnasien zu verteilen. Häfner gab entnervt auf und ließ sich ans Wilhelmsgymnasium versetzen.
16. Karl Mayr (1955–1972, * 1907; † 1986)
Mit Mayrs Namen ist die Renaissance des LG verbunden. 1955 wurde ein altphilologisches Seminar eingerichtet. Als trotziges Zeichen des Überlebenswillens ließ er die Abschlussfeier 1956 erstmals im Herkulessaal der Residenz stattfinden. Der Neubau in München-Neufriedenheim wurde 1957 begonnen und konnte 1959 bezogen werden. 1964 kehrte das Albertinum aus Tegernsee zurück und bezog einen Neubau auf dem Nachbargelände. 1968 folgte ein Erweiterungsbau, für den Mayr auch die Geldbörsen der Schülereltern anzapfte. Unermüdlich warb er für die Idee des humanistischen Gymnasiums und bekämpfte noch nach seiner Pensionierung vehement die zeitweise Umbenennung durch die deutsche Kultusbürokratie in „altsprachliches“ Gymnasium, was er für eine groteske Fehldeutung des humanistischen Gedankens hielt.
Die Zahl der Schüler verdoppelte sich während seines Direktorats auf knapp 1000.
Als er 1986 starb – so behauptet der ehemalige Lehrer Albert von Schirnding in einem launig-lyrischen Nachruf in der Süddeutschen Zeitung (Titel: „Der Oberstudiendirektor“) – seien in seiner Schule ohne äußere Einwirkung alle Uhren stehen geblieben.
17. Gerhard Schwab (1972–1997, * 1935; † 2024)
Die Angliederung eines neusprachlichen Zweiges und 1975 dann die Einführung der Kollegstufe führten zu einer Auflösung des traditionellen humanistischen Gymnasiums.
18. Ulrike Fleißner (1997–2007)
19. Anton Bauer (2007–2013)
20. Lore Heinrich-Exner (2013–2020)
21. Sabine Wintermantel (seit 2020)

### Schülerzahlen
| Schuljahresende | Zahl der Schüler | Zahl der Klassen |
| --------------- | ---------------- | ---------------- |
| 1919            | 538              | 16               |
| 1929            | 322              | 9                |
| 1939            | 270              | 8                |
| 1949            | 393              | 14               |
| 1959            | 625              |                  |
| 1969            | 860              | 30               |
| 1980            | 1615             | 41 + Kollegstufe |
| 1990            | 1041             | 28 + Kollegstufe |
| 2000            | 804              | 24 + Kollegstufe |
| 2008            | 800              | 24 + Kollegstufe |
| 2010            | 887              |                  |
| 2011            | 819              |                  |
| 2012            | 796              |                  |
| 2013            | 776              |                  |
| 2014            | 766              |                  |
| 2015            | 714              |                  |
| 2016            | 692              |                  |
| 2017            | 672              |                  |
| 2018            | 674              |                  |
| 2019            | 689              |                  |
| 2020            | 654              |                  |
| 2021            | 679              |                  |
| 2022            | 679              |                  |
| 2023            | 677              | 26 + Oberstufe   |

Bis Ende der 1960er Jahre war das LG eine Bubenschule, in die Mädchen nur ausnahmsweise aufgenommen wurden (z. B. wenn schon ein Bruder an der Schule war). Von den 860 Schülern Ende 1969 waren daher nur 37 Mädchen. Nach der allgemeinen Öffnung für Mädchen stieg deren Anteil dann steil an (1970 25 % der Neueinschreibungen). Seit der Angliederung des neusprachlichen Zweiges 1971 hat sich das Verhältnis der Geschlechter mehr als ausgeglichen. Ende des Schuljahres 2021/2022 lag der Anteil der Mädchen bei fast 67 %. 33 % der Schülerinnen und Schüler haben mit Latein bzw. 67 % mit Englisch begonnen.

## Lage
Das heute gemeinsam mit dem Erasmus-Grasser-Gymnasium in einer Anlage westlich angrenzend am Westpark gelegene Ludwigsgymnasium ist gut mit öffentlichen Verkehrsmitteln zu erreichen.

## Besonderheiten

### Seminarschule
Das Ludwigsgymnasium ist Seminarschule für Studienreferendare in den Fächern Deutsch, Altgriechisch, Latein, Englisch, Französisch, Geschichte und katholische Religionslehre.

### Unterrichtsangebot
- Sprachangebot: Es besteht die Möglichkeit, anstelle von Latein oder Englisch ab der 10. Jahrgangsstufe neu „spätbeginnend“ Spanisch zu erlernen. Für die 5. Jahrgangsstufe wird als Wahlfach Englisch für Lateiner angeboten.
- Wahlkurse (u. a.): Chöre, Orchester, Instrumentalunterricht, Theatergruppe, Philosophie, Keramik, Schulsanitätsdienst, Schülerzeitung LOUIS
- Musik: Chorklasse
- Sport: Stützpunktschule Leichtathletik; Ultimate Frisbee („Lufos“)[8][9]

### Infrastruktur
- Eigenes Schwimmbad
- Sternwarte des Erasmus-Grasser-Gymnasiums

### Sonstiges
Das Ludwigsgymnasium bietet seit dem Schuljahr 2016/2017 eine offene Ganztagsbetreuung für die Jahrgangsstufen 5 bis 7 an.
Ferner steht für die Nachmittagsbetreuung das angeschlossene Tagesheim Studienseminar Albertinum zur Verfügung.
In Vorbereitung auf das spätere Berufsleben absolvieren alle Schüler der neunten Klassen ein einwöchiges Berufspraktikum, und alle zwei Jahre geben Eltern und Ehemalige der Studiengenossenschaft Ludoviciana den Schülern in Form eines Berufsinformationsabends Einblicke ins Berufsleben.

### Partner- und Patenschaften
Das Gymnasium hat eine Patenschaft für zwei Schulen in Südafrika:
- Majika Primary School, Hazyview
- Mantopi Primary School, nördlich von Burgersfort, Provinz Limpopo

Ferner gibt es Partnerschaften mit
- dem Erasmus-Grasser-Gymnasium in München,
- dem Taunton’s College in Southampton (England) und
- dem Lycée Kléber in Straßburg (Frankreich).

## Persönlichkeiten

### Schulleitung und Kollegium
- Franz Dahmen (1793–1865), Zeichenlehrer
- Lorenz Englmann (1821–1881), Direktor, Altphilologe und Schulbuchautor
- Karl Felix Halm (1809–1882), ehemaliger Dozent; Altphilologe und Bibliothekar
- Gebhard Himmler (1865–1936), Vater von Heinrich Himmler
- Josef Hofmiller (1872–1933), Essayist und Kritiker
- Georg Kerschensteiner (1854–1932), Reformpädagoge, Stadtschulrat in München, Professor für Pädagogik, „Erfinder“ des dualen Systems der Berufsausbildung
- Albert von Schirnding (* 1935), Studiendirektor i. R.; Altphilologe, Schriftsteller und Literaturkritiker
- Georg Stang (1880–1951), stellv. Schulleiter 1932–1933; Politiker, Präsident des Bayerischen Landtages
- Eduard Stemplinger (1870–1964), Schriftsteller
- Georg von Orterer (1849–1916), ehemaliger Schuldirektor; Politiker
- Fritz Rudolf Wüst (1912–1993), Althistoriker, Professor an der Ludwig-Maximilians-Universität

### Schüler
- Alexander Angeletta (* 1990), Schauspieler am Burgtheater Wien
- Stefan Arndt (* 1961), Filmproduzent
- Herzog Max in Bayern (* 1937), Mitbegründer der Studiengenossenschaft Ludoviciana
- Anton Franz Besnard (1814–1885), Militärarzt, zuletzt Generalarzt, Botaniker und Mineraloge
- Anton Besold (1904–1991), Politiker
- Oscar da Silva (* 1998), Basketball-Spieler
- Tristan da Silva (* 2001), Basketball-Spieler
- Georg Eisenreich (* 1970), Staatsminister für Justiz (ab 12. November 2018); Abgeordneter des Bayerischen Landtags (CSU)
- Josef Enzensperger (1873–1903), ehemaliger „Maximilianer“, Meteorologe und Bergsteiger
- Peter Gauweiler (* 1949), Rechtsanwalt, Politiker
- Hugo Geiger (1901–1984), Politiker, als Schirmherr maßgeblich an der Gründung der Fraunhofer-Gesellschaft beteiligt
- Rainald Goetz (* 1954), Schriftsteller; Georg-Büchner-Preis 2015
- Hellmut Grashey (1914–1990), Bundeswehroffizier und stellvertretender Inspekteur des Heeres
- Andreas Groethuysen (* 1956), Klavierduo Yaara Tal & Andreas Groethuysen, ECHO-Klassik-Preis 2007
- Hugo von Habermann (1849–1929), Künstler
- Theresa Hanich (* 1983), Schauspielerin
- Wilhelm Harster (1904–1991), NS-Polizist und Kriegsverbrecher
- Adele Hartmann (1881–1937), Ärztin, erste Medizinprofessorin Deutschlands (1906 Abitur am Ludwigsgymnasium als Externe, in einem reinen Knabengymnasium)
- Peter Hausmann (* 1951), Regierungssprecher der Bundesregierung 1995–1998
- Hans Ludwig Held (1885–1954), Bibliothekar und Schriftsteller
- Andreas Hild (* 1961), Architekt, Dekan an der TU München
- Claus Hipp (* 1938), Inhaber und Geschäftsführer der HIPP-Werk GmbH & Co. KG
- Wilhelm Hoegner (1887–1980), bayerischer Ministerpräsident 1945/46 und 1954–1957 und „Vater“ der bayerischen Verfassung
- Michael Jaffé (* 1963), Rechtsanwalt und Insolvenzverwalter
- Josef Kammhuber (1896–1986), General und Luftwaffeninspekteur
- Barbara Karuth-Zelle (* 1968), COO Allianz SE
- Solveig Klaßen (* 1969), Drehbuchautorin und Regisseurin
- Fred Kogel (* 1960), Medienmanager
- Angelo Knorr (1882–1932), Präsident des FC Bayern München 1907–1913
- Friedrich Kronseder (1879–1957), Jesuit
- Kurt Landauer (1884–1961), Präsident des FC Bayern München 1913/14, 1919–1933, 1947–1953
- Christof Lang (* 1960), Fernsehjournalist und Moderator
- Max Lesmüller (1874–1952), Apotheker und Standesvertreter
- Josef Franz Lindner (* 1966), Rechtswissenschaftler (Lehrstuhlinhaber Universität Augsburg)
- Walter Johannes Lindner (* 1956), deutscher Diplomat
- Thomas Linsmayer (* 1969), Intendant des Deutschen Theaters in München
- Erwin Lotter (1951–2014), Arzt und Bundestagsabgeordneter
- Arno Makowsky (* 1961), Chefredakteur der Abendzeitung
- Hanns W. Maull (* 1947), ehemaliger „Maximilianer“, Politikwissenschaftler
- Heinrich Mayr (1854–1911), Forstwissenschaftler und Botaniker
- Ecco Meineke (* 1961), Musiker und Kabarettist, Ensemblemitglied der Münchner Lach- und Schießgesellschaft
- Hans Christian Meiser (* 1957), Publizist, Herausgeber, Autor, Moderator
- Markus Möstl (* 1969), Rechtswissenschaftler (Lehrstuhlinhaber Universität Bayreuth)
- Johann Nepomuk von Nußbaum (1829–1890), Chirurg
- Heinz Maria Oeftering (1903–2004), Vorstandsvorsitzender der Deutschen Bundesbahn 1957–1972
- Gertrud Otto (1895–1970), Kunstgeschichtlerin und eine der ersten Frauen in Bayern mit Abitur, Promotion 1916
- Wolfgang Paul (1913–1993), Nobelpreisträger für Physik 1989, auch einige Jahre am Wilhelmsgymnasium
- Hans-Peter von Peschke (* 1951), Schriftsteller und Journalist
- Bernd Pischetsrieder (* 1948), ehemaliger Vorstandsvorsitzender bei BMW und Volkswagen
- Julia Pongratz (* 1980), Geografin und Klimaforscherin
- Ludwig Prandtl (1875–1953), Maschinenbau-Ingenieur und Physiker
- Hans Rall (1912–1998), Universitätsprofessor für mittlere und neuere Geschichte
- Siegmund Riezler (1843–1927), Geschichtsforscher
- Sabine Rückert (* 1961), Journalistin und Autorin, stellvertretende Chefredakteurin der Wochenzeitung Die Zeit
- Ulrich Schallmoser (* 1965), Richter am Bundesfinanzhof
- Werner Schmidbauer (* 1961), Musiker und Fernsehmoderator
- Markus Schwaiger (* 1950), Präsident der Bayerischen Akademie der Wissenschaften
- Verena Marisa Schmidt (* 1984), Komponistin
- Otto Selz (1881–1943), Ordinarius für Philosophie, Psychologie und Pädagogik an der Handelshochschule Mannheim
- Hermann von Sicherer (1839–1901), Rechtswissenschaftler und Hochschullehrer
- Christoph Stölzl (1944–2023), Historiker und Politiker
- Richard Strauss (1864–1949), Komponist und Dirigent
- Michael Verhoeven (1938–2024), Filmemacher, Regisseur
- Hans Well (* 1953), Musiker (Biermösl Blosn)
- Albert Maria Weiss (1844–1925), katholischer Theologe, Dominikaner
- Bonifaz Wöhrmüller (1885–1951), Abt von St. Bonifaz
- Ulrich Wilhelm (* 1961), Regierungssprecher der Bundesregierung 2005–2010, bis 2021 Intendant des Bayerischen Rundfunks, Verwaltungsratsvorsitzender des Germanischen Nationalmuseums Nürnberg
- Alexander Wolf (* 1967), Jurist und Politiker (AfD)
- Gerhard Zierl (* 1949), ehemaliger Präsident des Amtsgerichts München